# Triconville
Triconville is een plaats en voormalige gemeente in het kanton Vaucouleurs in het Franse departement Meuse in de regio Grand Est.

## Geschiedenis
In 1973 fuseerde Triconville met Cousances-au-Bois tot de gemeente Cousances-lès-Triconville. De voormalige gemeentes kregen de status van commune associée.

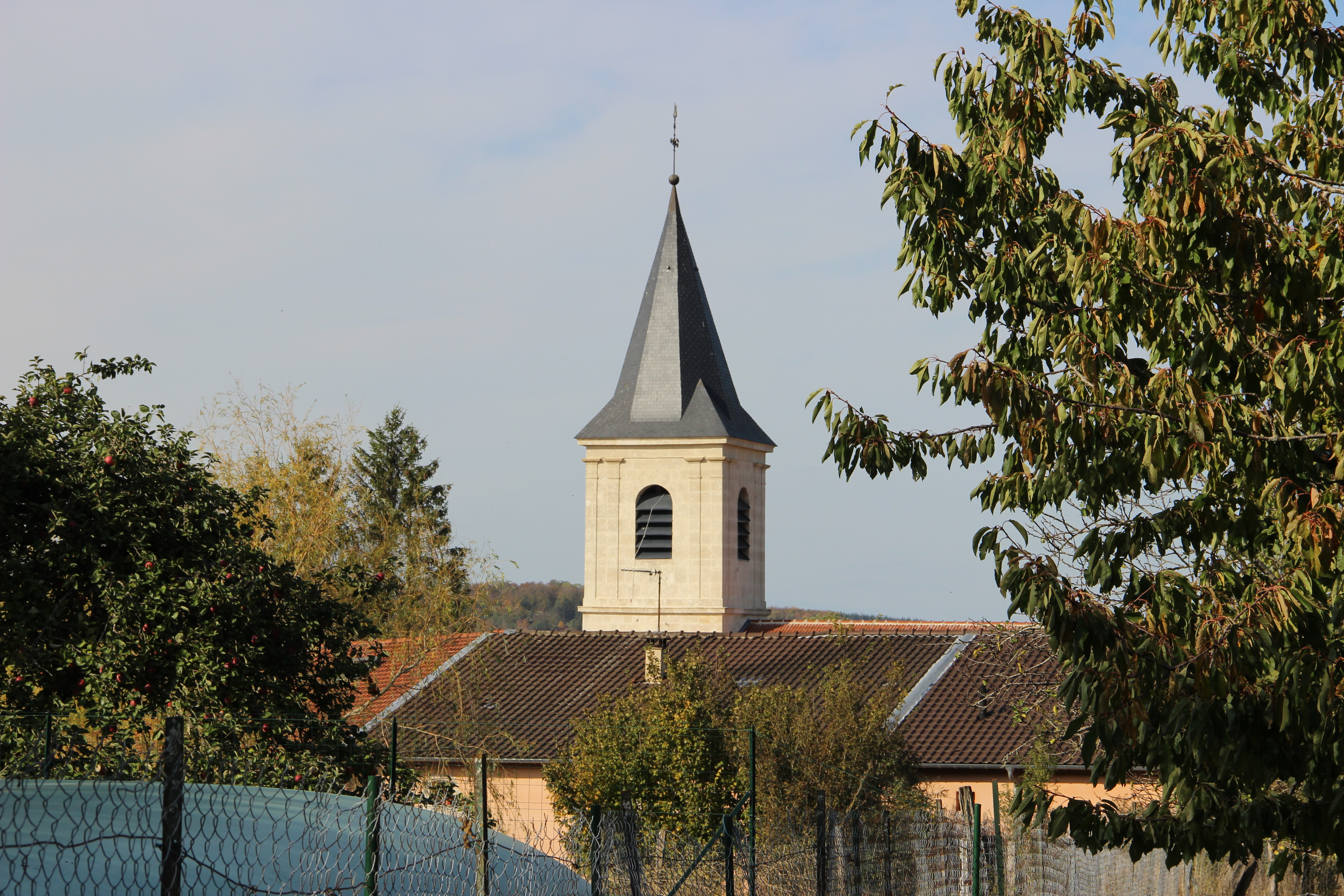
De kerk van Triconville